# Herbert Pohl (Polizeioffizier)
Herbert Pohl (* 9. Juli 1933 in Liegnitz, Provinz Niederschlesien) ist ein ehemaliger deutscher Polizeioffizier. Er war von 1977 bis 1990 Leiter der Hauptabteilung Feuerwehr des Ministeriums des Innern (MdI) der DDR.

## Leben
Der Sohn einer Arbeiterfamilie erlernte nach dem Besuch der Volksschule im Kreis Langensalza den Beruf eines Gärtners. Im Jahr 1951 folgte er dem Aufruf der FDJ und trat in die Deutsche Volkspolizei (DVP) ein. Ab 1952 diente er in der Kasernierten Volkspolizei. 1953 wurde er Mitglied der Sozialistischen Einheitspartei Deutschlands. 1954 wechselte er zur Schutzpolizei. Von 1966 bis 1970 absolvierte er ein Studium an der Hochschule der DVP und wurde Diplom-Staatswissenschaftler. Anschließend war er in der Bezirksbehörde der Deutschen Volkspolizei (BDVP) Erfurt als Hauptmann der Feuerwehr für die Organisation und Absicherung von Großveranstaltungen verantwortlich. Von 1974 bis 1977 war er als Stellvertreter des Chefs der BDVP Erfurt für den Bereich Feuerwehr und Strafvollzug tätig.
Im Jahr 1977 wurde er als Oberst der Feuerwehr durch den Minister des Innern Friedrich Dickel als Leiter der Hauptabteilung Feuerwehr im MdI eingesetzt (Nachfolger von Generalmajor Karl Gläßel). Gleichzeitig erfolgte seine Berufung zum Vorsitzenden des Nationalen Komitees der Feuerwehren der DDR. Seit 1978 war Herbert Pohl auch Mitglied des Permanenten Rates des Internationalen Technischen Komitees für vorbeugenden Brandschutz und Feuerlöschwesen (CTIF). Am 23. Juni 1981 wurde er vom Vorsitzenden des Nationalen Verteidigungsrates der DDR, Erich Honecker, zum Generalmajor der Feuerwehr ernannt.
Im Nachgang zu den 15. bis 21. Juli 1985 in Vöcklabruck/Österreich stattgefundenen Internationalen Feuerwehr-Sportwettkämpfen des Weltfeuerwehrverbandes CTIF kam es wegen Verbrüderungen mit westdeutschen Feuerwehrkameraden im Ministerium für Staatssicherheit zur Anlage des Operativen Vorgangs unter dem Namen „Spritze“, in dem man politisch-ideologische Unklarheiten im Team der DDR-Auswahlmannschaft feststellte, die im Verantwortungsbereich von Herbert Pohl lagen.
Im Mai 1990 erfolgte die Umbenennung des Dienstgrades in Chefinspekteur der Feuerwehr. Nach Auflösung der Hauptabteilung Feuerwehr wurde er am 1. Juli 1990 Leiter der neugeschaffenen Unterabteilung Brand-, Zivil- und Katastrophenschutz im Innenministerium. Am 2. Oktober 1990 wurde er aus dem Dienstverhältnis des MdI entlassen.

## Auszeichnungen
- 1978 Ehrentitel Verdienter Volkspolizist der Deutschen Demokratischen Republik
- 1983 Vaterländischer Verdienstorden in Bronze
- 1985 Vaterländischer Verdienstorden in Silber